# 稲垣昭賢
稲垣 昭賢（いながき てるかた、元禄11年4月10日（1698年5月19日） - 宝暦2年12月29日（1753年2月1日））は、江戸時代中期の大名。下野国烏山藩2代藩主、志摩国鳥羽藩初代藩主。鳥羽藩稲垣家5代。
烏山藩初代藩主稲垣重富の長男。母は木下俊長の娘。正室は小出英貞の娘。官位は従五位下・和泉守。
宝永7年（1710年）、父が死去したため家督を相続した。享保10年（1725年）、烏山藩から鳥羽藩に移封される。宝暦2年（1752年）12月29日、55歳で死去した。嗣子がなかったため、弟稲垣昭辰の子の昭央が養子となって跡を継いだ。

## 系譜
父母
- 稲垣重富（父）
- 木下俊長の娘（母）

正室
- 小出英貞の娘

養子
- 稲垣昭央 ー 稲垣昭辰の子